# Eadya falcata
Eadya falcata är en stekelart som beskrevs av Trevor Huddleston och Short 1978. Eadya falcata ingår i släktet Eadya, och familjen bracksteklar. Inga underarter finns listade.